# Lepidium pseudotasmanicum
Lepidium pseudotasmanicum är en korsblommig växtart som beskrevs av Albert Thellung. Lepidium pseudotasmanicum ingår i släktet krassingar, och familjen korsblommiga växter. Inga underarter finns listade i Catalogue of Life.